# Институт ботаники имени Н. Г. Холодного
Институт ботаники им. Н. Г. Холодного НАН Украины — ведущий на Украине и широко известный за пределами страны центр ботанических исследований.

## История
Предыстория Института ведёт своё начало с сентября 1921 года. Тогда было основано первое на Украине ботаническое учреждение под названием Ботанический кабинет и Гербарий Всеукраинской Академии наук (ВУАН), которое в 1927 году преобразовалось в Научно-исследовательский институт ботаники Народного Комиссариата образования УССР. 1 апреля 1931 года создан Институт ботаники ВУАН. В то время в Институте работали выдающиеся ученые А. В. Фомин, Д. К. Зеров, П. Ф. Оксиюк, А. С. Лазаренко, А. М. Окснер, Ю. Д. Клеопов, Я. С. Модилевский и другие, которые положили начало различным научным направлениям в ботанике и создали научные школы по флористике, бриологии, лихенологии, цитологии. Уже в 30-е — 40-е годы Институт превратился в центральное ботаническое учреждение на Украине. С 1971 года Институт носит имя выдающегося украинского ботаника Н. Г. Холодного.

## Состав института
Институт включает девять научных отделов:
- Отдел систематики и флористики сосудистых растений
- Отдел споровых растений
- Отдел микологии
- Отдел геоботаники
- Отдел экологии фитосистем
- Отдел фитогормонологии
- Отдел клеточной биологии и анатомии
- Отдел мембранологии и фитохимии
- Ботанический музей и Межведомственная комплексная лаборатория научных основ заповедного дела.

В коллекции института хранится гербарий, собранный Н. С. Турчаниновым, — возможно, самое крупное и ценное из частных собраний сухих растений.

## Публикации
- В Институте издаются журналы: «Украинский ботанический журнал[укр.]» и международный журнал «Альгология[укр.]».
- Буклет ІНСТИТУТ БОТАНІКИ ім. М. Г. Холодного. — К.: Альтерпрес, 2011. — 32 с. — Тираж 1000 прим. — ISBN 978-966-542-465-9.